# Ділруба Султан (дочка Мехмеда ІІІ та Халіме-султан)
Ділруба Султан (тур. Dilruba Sultan; бл. 1594, Маніса — після 10 вересня 1623) — дочка Мехмеда III і Халіме-султан, сестра султанів Ахмеда I і Мустафи I та шехзаде Махмуда. дружина Кара Давут-паші. Діти Султанзаде Осман.
В серіалі Величне Століття. Нова Володарка постійно намагається посадити на трон свого брата Мустафу І разом зі своює матір'ю Халіме султан.

## Біографія
Про доньку Халіме-султан і Мехмеда III відомо вкрай мало, її точне ім'я не згадується в історичних джерелах. Достовірно лише те, що султана народилася до сходження на престол її батька, і в 1604 році вийшла заміж за Кара Давут-пашу, який пізніше прославився вбивством султана Османа II. Під час арешту візира султанша за підтримки вірних їй яничар намагалася врятувати його, але їй це не вдалося.